# 阿米尔卡·恩里克斯
阿米尔卡·恩里克斯·埃斯皮诺萨（西班牙語：Amílcar Henríquez Espinosa；1983年8月2日—2017年4月15日）是一位巴拿馬足球運動員。

## 球會生涯
阿米尔卡·恩里克斯生於巴拿馬科隆，在阿拉巴聯展開其足球生涯。在哥斯達黎加的桑塔克鲁塞纳效力一個球季之後，他於2009年加盟哥倫比亞的烏拉體育會並成為球會主力。2012年7月，他轉會至麦德林独立，但只效力一年便回到阿拉巴聯。2014年12月，他再赴哥倫比亞加盟皇家卡塔赫納。
2015年3月，恩里克斯被指缺乏紀律，而被球會解約。同年6月他轉投卡利美洲。2016年，他再一次回到阿拉巴聯。

## 國家隊生涯
恩里克斯首次代表巴拿馬國家隊出場是在2005年2月的中美洲國家盃對薩爾瓦多一役中。他總共為國上場85次，沒有進球。他總共代表巴拿馬出戰世界盃外圍賽15次，並參加了2007年、2009年 和2011年的美洲金盃。
他最後一場國家隊比賽是2017年3月的世界盃外圍賽，對陣美國。

## 死亡
2017年4月15日，恩里克斯在家鄉科隆遇害。他在離開住所時遇到行兇者駕車開槍，事件中另有兩人受傷。
阿拉巴聯事後決定把21號球衣退役以紀念他。

## 榮譽
球會
- 巴拿馬甲組足球聯賽（2）：2004、2008

國家隊
- 中美洲國家盃: 1
  - 冠軍：2009
  - 亞軍：2007